# Capitel
El capitel (del provenzal capitel, y esta del latín capitellum, diminutivo de caput, capitis ‘cabeza’) es un elemento arquitectónico que se dispone en el extremo superior de la columna, pilar o pilastra para transmitir a estas piezas estructurales verticales las cargas que recibe del entablamento horizontal o del arco que se apoya en él. Además de esta misión estructural cumple otra de índole compositiva, pues actúa como pieza de transición entre dos partes constructivas tan diferentes como aquellas entre las que se interpone. Hay una enorme variedad de capiteles dependiendo de la época y estilos arquitectónicos dominantes.

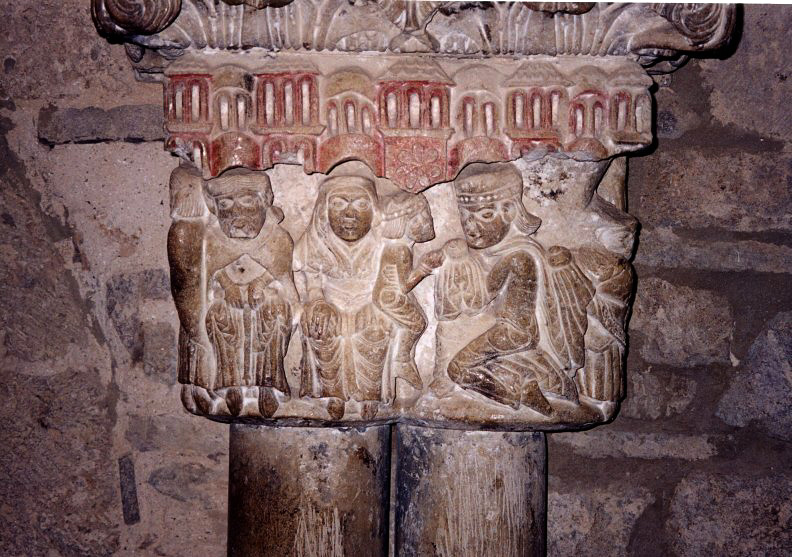
Capitel románico del Monasterio de Santa María de Piasca, en Cantabria (España). Aún se puede apreciar su policromismo original.

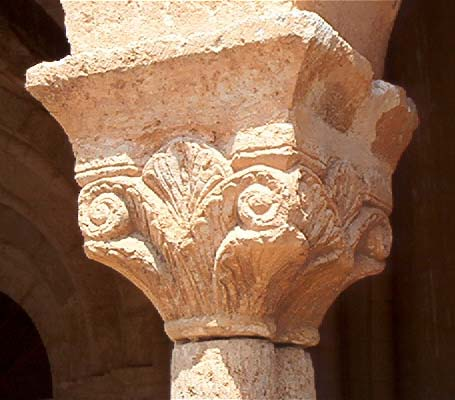
Capitel románico de motivos vegetales de San Martín de Aguilera, en Soria (España).

## Historia

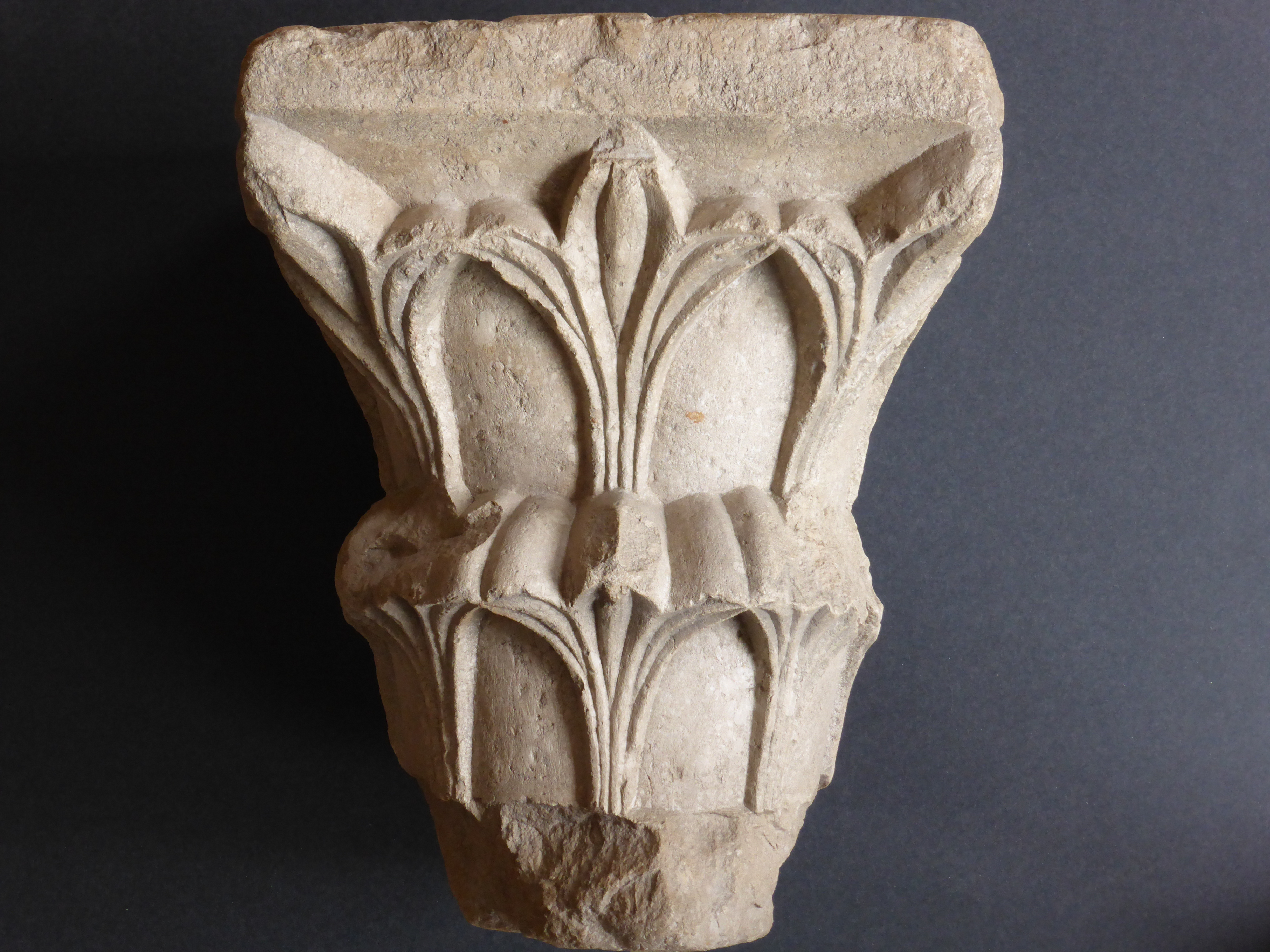
Capitel gótico medieval, con motivos vegetales, de un antiguo inmueble del municipio de Gerona, en piedra con fósiles de nummulites.

Los primeros capiteles conocidos proceden del Antiguo Egipto. El capitel egipcio tenía como preferencia formas papiriformes, palmiformes o lotiformes, pero también relativo a cualquier otro tema vegetal. En el Templo funerario de Hatshepsut encontramos el indebidamente conocido como protodórico, que a diferencia de los anteriores no responde a temas vegetales. En Persia se usaron capiteles formados por dos figuras contrapuestas (denominadas bicéfalas) que dejaban entre ellas un rebajo en el que apoyaba el arquitrabe. Pero el desarrollo y masivo empleo del capitel se debe a la arquitectura griega y romana que hicieron de él un elemento clave de sus órdenes arquitectónicos clásicos. Su diseño se corresponde con los respectivos órdenes. Así: el dórico, carente de astrágalo, solo tiene equino y ábaco, ambos lisos y muy sencillos; el jónico se caracteriza por las volutas que configuran sus cuatro esquinas; el corintio, más esbelto que el anterior, tiene todo el tambor decorado por hojas de acanto; el toscano es similar al dórico, incluyendo un collarino; el compuesto es una combinación de jónico y corintio, adoptando las volutas de uno y las hojas de acanto del otro.
La arquitectura medieval, tanto la románica y gótica, en occidente, como la bizantina e islámica, en oriente, siguió haciendo uso generalizado del capitel. El capitel bizantino toma por modelo el corintio, logrando una mayor estilización; de forma troncopiramidal invertida, en ocasiones duplica el tambor montando uno sobre otro. El capitel islámico también deriva del corintio con ligeras modificaciones. El capitel románico es muy variado en formas y temas decorativos. Además de las funciones propias de todo capitel, el románico fue asimismo un instrumento didáctico de primer orden, pues se le confió la tarea de transmitir a los fieles las enseñanzas evangélicas, las del Antiguo Testamento o las de las vidas de los santos, por medio de representaciones figurativas de escenas apropiadas, denominándose capitel historiado. Durante el periodo gótico el capitel fue perdiendo categoría, siendo sustituido por simples molduras, hasta tender a desaparecer en su última fase, a principios del siglo XVI.
Con el Renacimiento y el Neoclasicismo se     volvió a la utilización de los capiteles clásicos según los cánones de los órdenes arquitectónicos griegos y romanos.
En la época occidental posterior, la del arte ecléctico, se recuperan los modelos de capiteles medievales.

## Estructura
Aunque hay una gran variedad de capiteles, el estereotipo estaría formado por:
- un astrágalo, moldura que corre alrededor del fuste de la columna en la base del capitel
- un tambor, que es el cuerpo propiamente dicho del capitel, con forma reducible a un tronco de cono o pirámide invertido
- un ábaco, tablero prismático que remata el capitel y que sostiene directamente el arranque del arco o el dintel.

El ejemplo de capitel bizantino más significativo son los de Santa Sofía.

## Capiteles egipcios
En el Antiguo Egipto se originan los capiteles, como elementos arquitectónicos de transición entre las columnas y los dinteles.

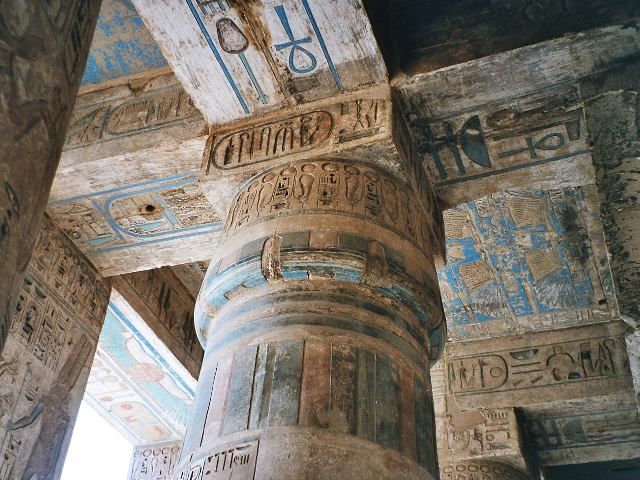
Medinet Habu: papiriforme.
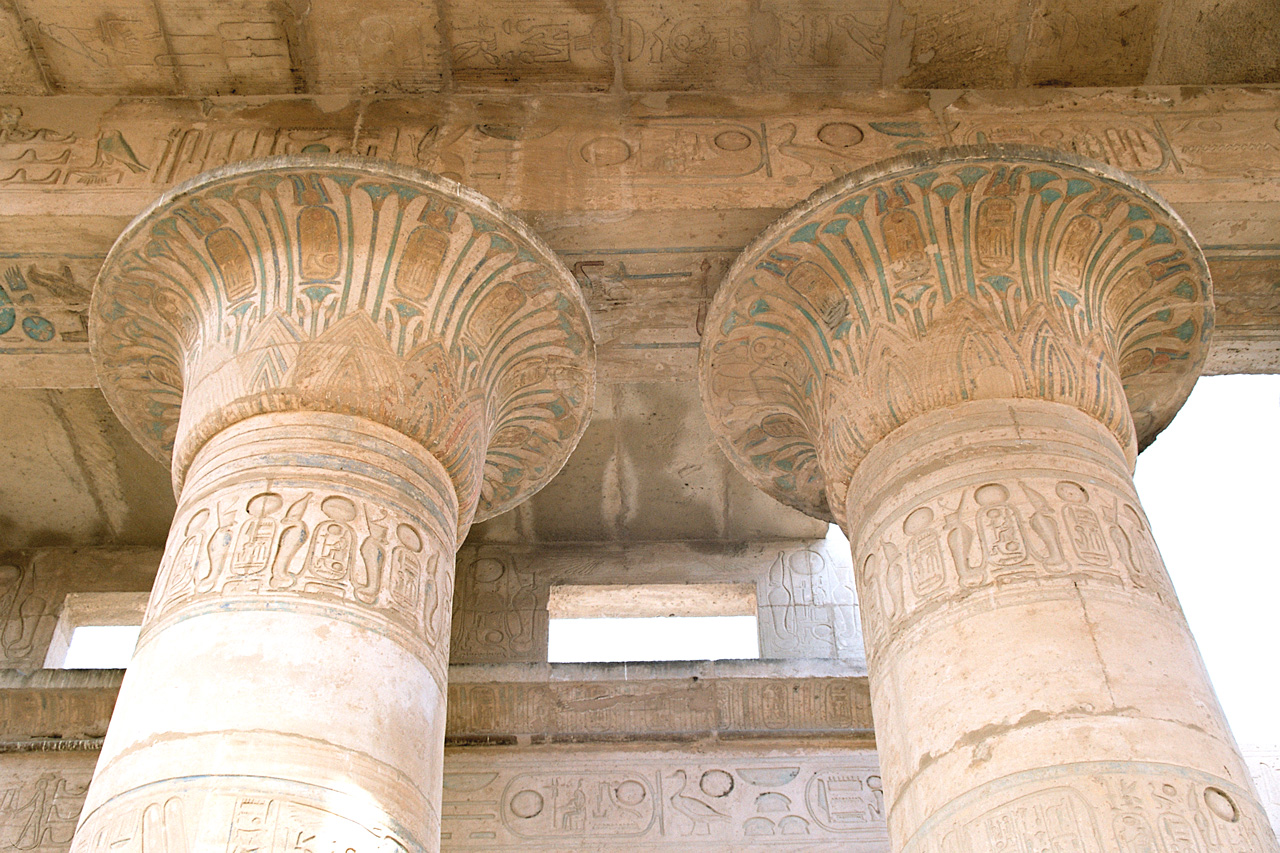
Ramesseum: lotiforme.
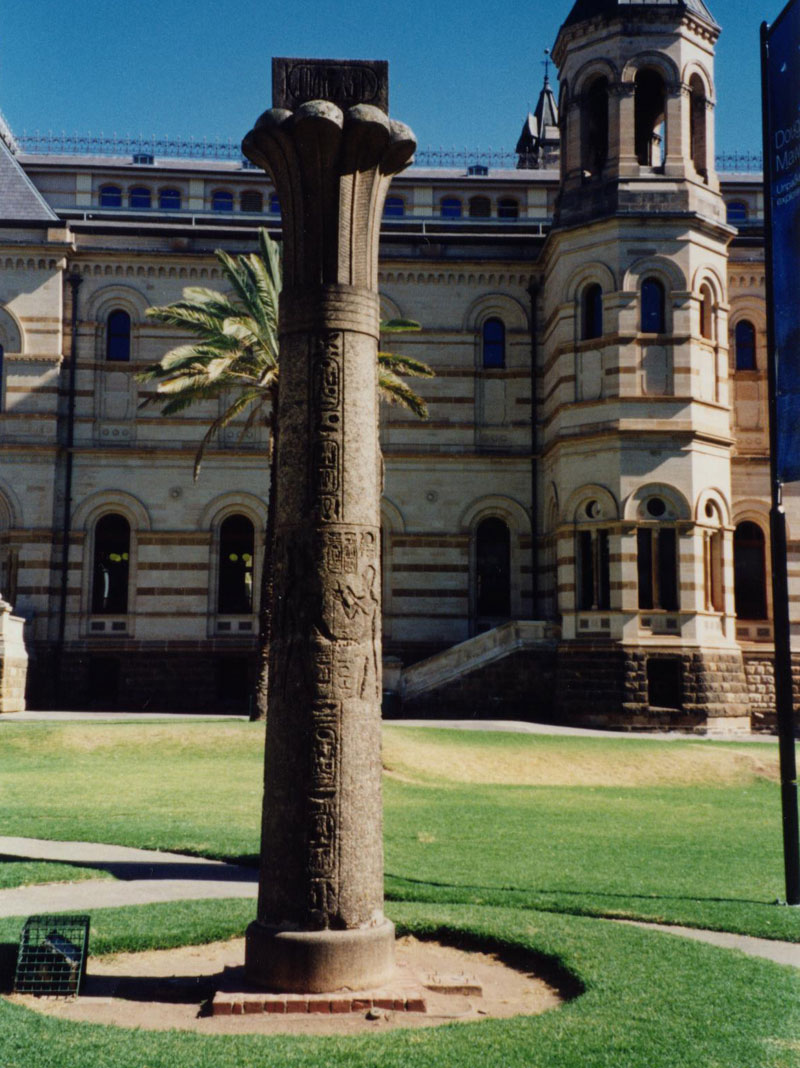
Heracleópolis Magna: palmiforme.
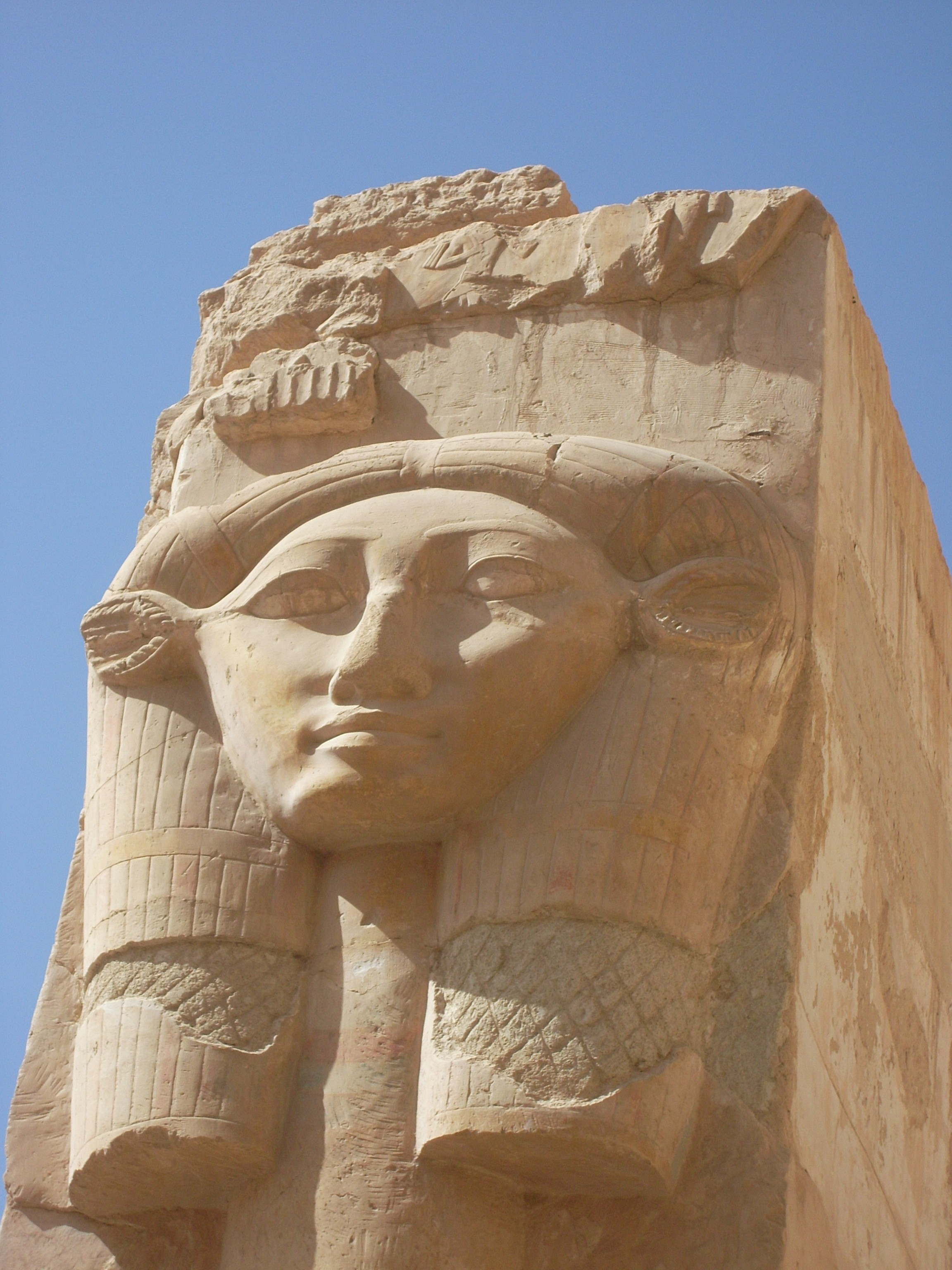
Templo de Hatshepsut: hatórica.
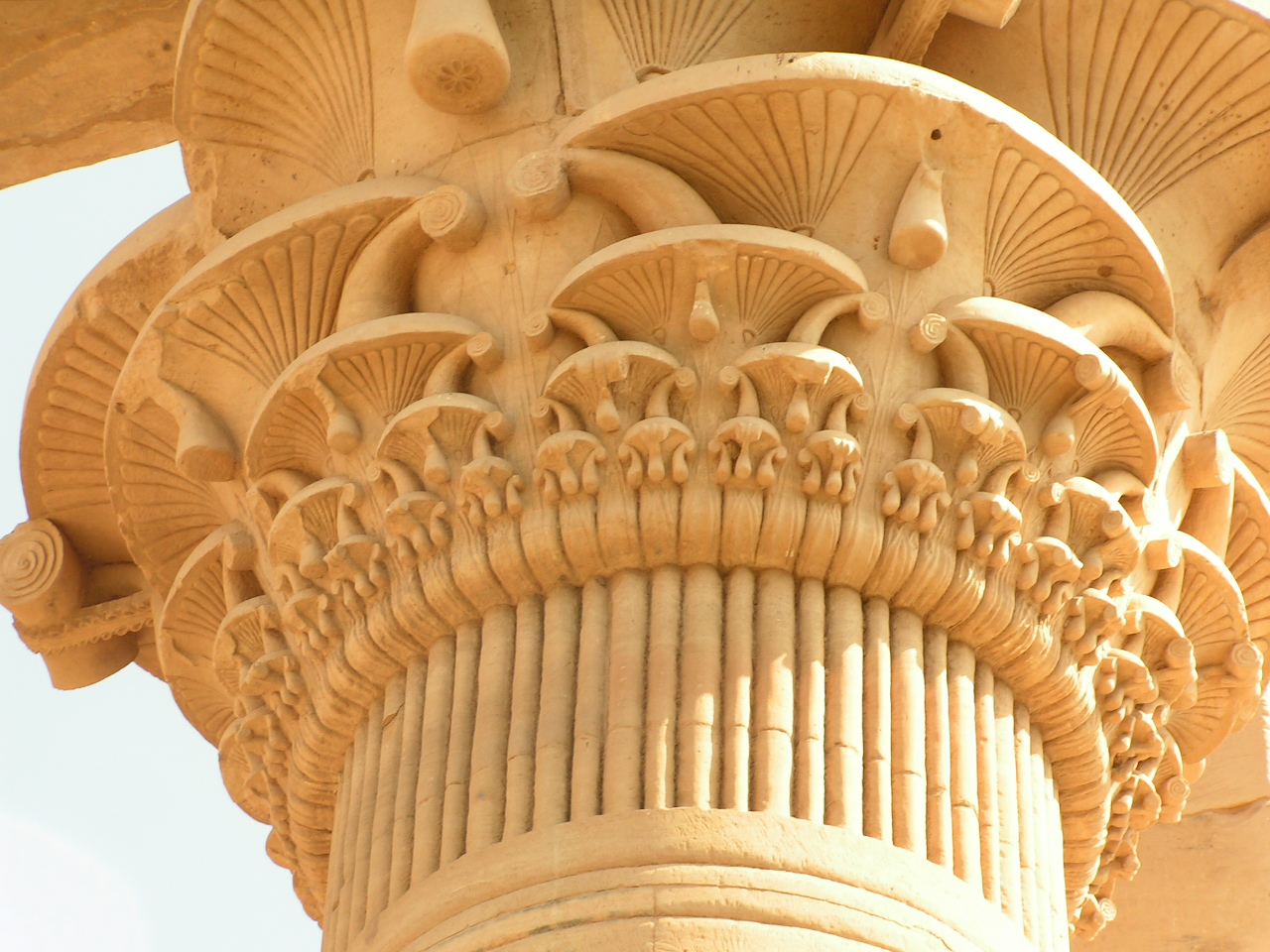
Templo de File: compuesto.

## Capiteles occidentales

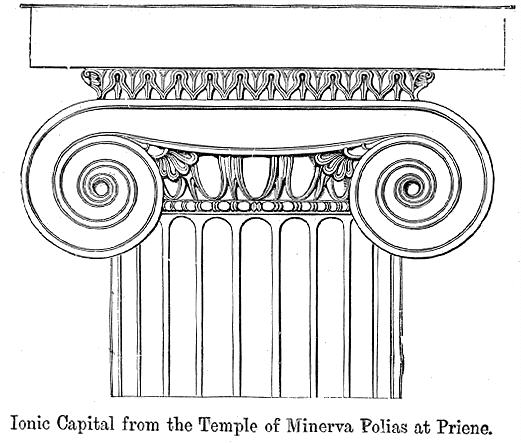
Capitel jónico
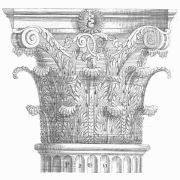
Capitel corintio
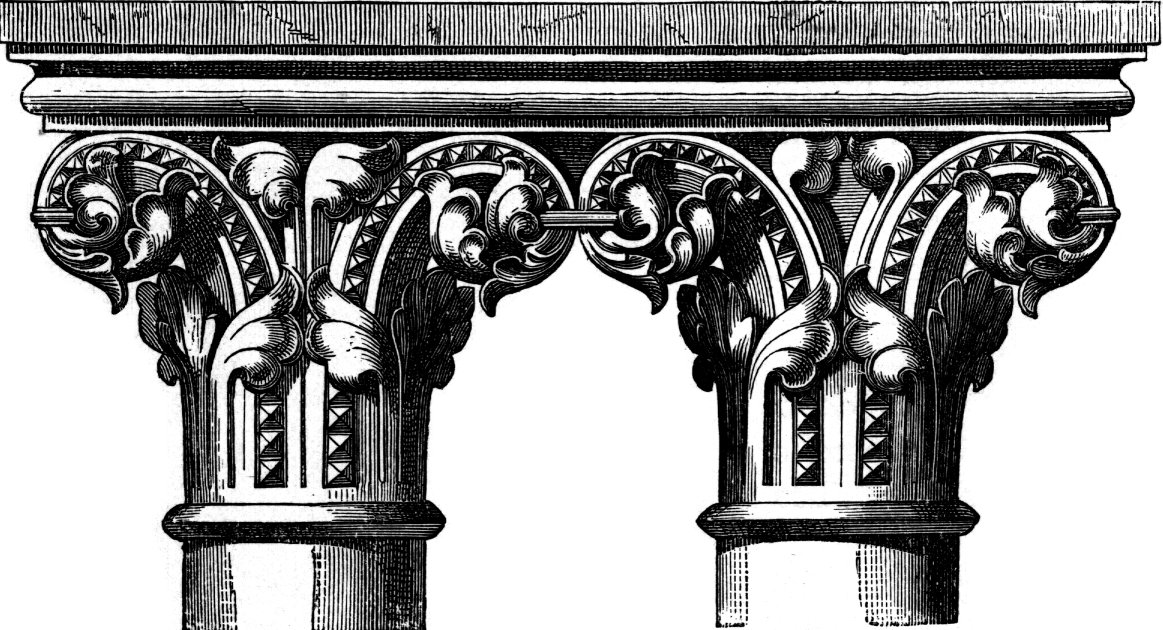
Capiteles románicos
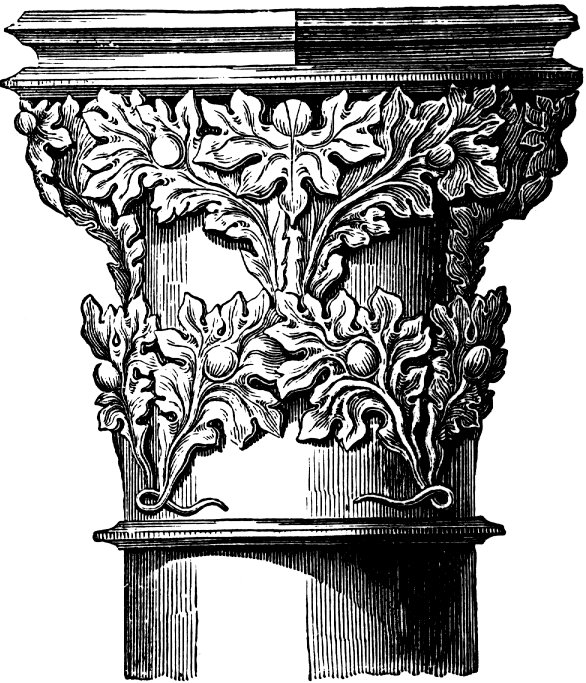
Capitel gótico medieval